# أبا ليرنر
أبراهام «أبا» ليرنر (بالإنجليزية: Abba P. Lerner)‏ أيضا أبا بساتشيا ليرنر؛  (28 أكتوبر 1903 - 27 أكتوبر 1982) كان اقتصادي بريطاني روسي المولد.
ولد ليرنر في بيسارابيا في الإمبراطورية الروسية حينها، ونشأ في عائلة يهودية هاجرت إلى بريطانيا العظمى عندما كان ليرنر يبلغ من العمر ثلاث سنوات. نشأ ليرنر في «إيست إند» بلندنوعندما كان عمره 16 عامًا عمل كمعلم ميكانيكي ومعلم في المدارس العبرية وكرائد أعمال. في عام 1929 التحق ليرنر بمدرسة لندن للاقتصاد، حيث درس على يد فريدريش هايك. أقام لمدة ستة أشهر في كامبريدج بين عامي 1934 و1935 واتصل خلالها بجون ماينارد كينز. وفي عام 1937 هاجر ليرنر إلى الولايات المتحدة. أثناء وجوده في الولايات المتحدة، صادق ليرنر خصومه الفكريين ميلتون فريدمان وباري غولدووتر.
لم يبق ليرنر أبداً في مؤسسة واحدة طويلاً، حيث خدم في كليات ما يقرب من اثنتي عشرة جامعة وقبل أكثر من 20 زيارة جامعية. كان ليرنر يبلغ من العمر 62 عامًا عندما حصل على استاذية في جامعة كاليفورنيا في بيركلي عام 1965 وغادرها بعد بلوغ سن التقاعد الإلزامي بعد ست سنوات. خلال الفترة التي قضاها هناك، انتقد ليرنر الاضطرابات التي سببتها حركة حرية التعبير للطلاب باعتبارها تهديدًا للحرية الأكاديمية.
على الرغم من أن ليرنر لم يستلم جائزة نوبل التذكارية في العلوم الاقتصادية من سفيرزبنك ريكسبانك، فقد تم الاعتراف به كواحد من أعظم الاقتصاديين في عصره. مفهوم الاقتصاد الأساسي Fundamental Economics (المفاهيم والنظريات والقواعد) بنيت وعززت من خلال عمل ليرنر طوال حياته الأكاديمية.

## إنجازاته الأكاديمية
- طور ليرنر نموذجا لاشتراكية السوق، حيث أظهر تسعير سوق لامركزي يتناسب مع التكلفة الاجتماعية الهامشية [9] ، وساهم في ذلك في نظرية لانج-ليرنر-تايلور.[10]

- ساهم ليرنر في فكرة عائد اجتماعي من خلال دمجه في النموذج الأصلي للاشتراكية الذي وضعه أوسكار ر. لانج، حيث يتم توزيع المكاسب الاجتماعية على كل مواطن كمبلغ إجمالي.[11]

- يرجع الفضل في استخدام السياسة المالية والسياسة النقدية كأداة مزدوجة للاقتصاد الكينزي إلى ليرنر، وذكر ذلك من قبل بعض المؤرخين مثل ديفيد كولاندر.

- تنص نظرية ليرنر التناظرية على أن تعريفة الاستيراد يمكن أن يكون لها نفس آثار ضريبة التصدير.

- يقيس مؤشر ليرنر القوة الاحتكارية المحتملة كارتفاع السعر فوق التكلفة الحدية مقسومًا على السعر أو العكس المقابل السلبي لمرونة الطلب.

- قام ليرنر بتحسين صيغة ألفريد مارشال، المعروف منذ ذلك الوقت كحالة مارشال ليرنر.
- قام ليرنر بتحسين الحسابات التي قام بها فيلهلم لاونهارت حول تأثير شروط التبادل التجاري.
- طور ليرنر مفهوم الكفاءة التوزيعية، التي زعمت أن المساواة الاقتصادية ستنتج أكبر منفعة ممكنة مع كمية معينة من الثروة.
- استناداً إلى مبدأ الطلب الفعال والحرفية، طور ليرنر تمويلًا وظيفيًا، ونظرية حول التمويل الهادف لتحقيق أهداف صريحة، بما في ذلك التوظيف الكامل، وعدم فرض ضرائب مصممة فقط لتمويل الإنفاق أو الاستثمار المالي وانخفاض التضخم.
- طور ليرنر في عام 1951 مفهوم NAIRU معدل التضخم غير المسرع للبطالة (قبل فريدمان وفيليبس). ووصفها بأنها «العمالة الكاملة المنخفضة» وقارنها «بالعمالة الكاملة العالية»، وهو الحد الأقصى للعمل الذي يمكن تحقيقه من خلال تنفيذ التمويل الوظيفي.
- تعود نظرية ليرنر-سامويلسون إلى ليرنر.

## حياته الشخصية
تزوج ليرنر من أليس سينداك في عام 1930. كان لديهم أطفال توأم ماريون وليونيل. لاحقاً في عام 1932 انتهى زواجهم، وتزوج ليرنر من داليا جولدفارب في سن السابعة والخمسين.

## روابط خارجية
- أبا ليرنر على موقع الموسوعة البريطانية (الإنجليزية)
- أبا ليرنر على موقع إن إن دي بي (الإنجليزية)